# Paraplybegrepp
|  | Wiktionary har en ordboksartikel om paraplybegrepp. |

Paraplybegrepp eller hyperonym är ett ord vars betydelse omfattar innebörden av ett mer specifikt (eller flera mer specifika) ords betydelse. Det specifika ordet kallas hyponym. "Blomma" är hyperonym till "ros". "Nederbörd" är hyperonym till "regn". Omvänt är "regn" hyponym till "nederbörd".
"Maträtt" är hyperonym till "kåldolmar", "ärtsoppa", "pizza", osv. Hyperonymen är i regel sammanfattande benämning för en hel rad specifika ord (hyponymer).
Samma definition och regel gäller även flertalet andra språk. På engelska är t.ex. "fruit" hyperonym till "apple".
Man bör ta i beaktande att det finns mellanled, och att dessa kan ha stor betydelse och ibland även är definitionsmässigt problematiska. Ett exempel är "Apa" → "Charles Darwin". Skillnaden är för stor utan mellanled som "människoapa" och "människa".  